# Simeliria hippodamia
Simeliria hippodamia är en insektsart som först beskrevs av Gustav Breddin 1903.  Simeliria hippodamia ingår i släktet Simeliria och familjen spottstritar. Inga underarter finns listade i Catalogue of Life.